# 柳叶刀无人机
柳叶刀自杀式无人机（俄语：БПЛА Ланцет）是俄罗斯卡拉什尼科夫集团旗下的企业ZALA Aero Group生产的一种游荡弹药。
最早在俄罗斯2019年陆军武器展公开。

## 性能
柳叶刀无人机原始设计的主要动力系统为捷克 AXi 5330电机驱动的双叶螺旋桨装置，俄罗斯被制裁以后使用的电机情况不详。它具有光电制导和电视制导装置，可以在飞行的末段控制弹药。无人机还具有智能、导航和通訊模組。柳叶刀无人机作战半径40公里，续航时间40分钟，最大载荷12公斤，可以使用轨道式弹射系统发射。
弹体前部安装了光电转塔，内部有高清晰光学或红外导引头，机身前后安装了呈“X”形布局的四片机翼，能够进行折叠拆卸和组装，方便运输，能够快速部署发射，使用了类似导弹的外形能够减少空气阻力，在动力系统不变的情况下提供更大的航程和滞空时间。在攻击型中，可以使用高爆或者破片战斗部。该无人机还设计有反激光保护装置。
根据 Zala Aero 首席设计师亚历山大·扎哈罗夫（Александр Захаров） 的说法，柳叶刀可扮演所谓的“空中地雷”角色。无人机可以最高时速 300 公里（190 英里/小时）的最高速度俯冲攻击，甚至可以攻击速度较慢的其它无人机。

## 生产
乌克兰武装部队空中侦察指挥官和无人机专家尤里·卡西亚诺夫（Юрий Касьянов）认为，80% 的柳叶刀配件都是由中国制造的，但最后的组装和调试是在俄罗斯工厂进行的。微电路也很可能在俄罗斯联邦生产，但俄罗斯已经开始掌握为无人机制造电动机和电池的工艺。
生产设施据称是一处在新冠疫情期间破产的购物中心。

## 衍生型

### 柳叶刀1型
最大起飞重量5公斤，战斗部1公斤，巡飞能力30分钟，速度80到110公里/小时，最大航程可达30公里，实际的攻击距离约在10-15公里不等，导轨发射。Lancet-1 是较小的版本，战斗全重5公斤的小型巡飞弹，使用内置锂电池和螺旋桨驱动，与两枚手榴弹的杀伤力相当。该型巡飞弹被俄军在叙利亚作战测试的时候用的比较多，由于体量较小、战斗部杀伤力有限，主要用于担负反恐作战任务中对暴露人员的杀伤。

### 柳叶刀3型
厂方代号“产品-52”，最大起飞重量12公斤，战斗部3公斤，巡飞能力30-40分钟，巡飞半径大于30公里，巡航速度提高到110公里/时，最大航程可以达到40-50公里，估计实际攻击距离在20公里以上，导轨发射。Lancet-3 是较大的版本，外形和“柳叶刀-1”型类似，只不过尺寸更大，外形也更大。比如翼展提高到2米多，依然使用内置锂电池和电动机驱动。“柳叶刀-3”战斗部质量提高到了5公斤。和一枚82毫米迫击炮弹差不多重，打得准的情況下可以作为一种面杀伤兵器使用。Lancet-3 已脱离了单纯的、用于人员杀伤的巡飞弹的范畴，已经变成一枚可以远程打击的反坦克导弹。无人机由于配备了热相仪可以在夜间在50-250 m的高度沿复杂轨迹避障飞行。

#### 柳叶刀3-M型
Lancet-3的串联破甲战斗部版本

### 产品-51
战斗部5公斤，巡飞能力40分钟，巡飞半径50公里，速度大于80公里/小时，导轨发射。

### 产品-53
俄罗斯第一频道公开了厂方代号“产品-53”Вести недели. Эфир от 16.07.2023. Английские, испанские, немецкие и французские субтитры. Выпуск "Ланцетов" вырос в 50 раз: как работают легендарные дроны （页面存档备份，存于）的新款柳叶刀无人机。
一是重新设计了搜索系统。减少了内部的机械结构，可以降低成本同时提高系统的可靠性，更便于大规模生产；
二是新增了“柳叶刀”巡飞弹的快速发射功能。原本的“柳叶刀”系列和俄罗斯的“海鹰-10”侦察无人机一样，都是事先拆分并密封在包装箱里，使用时需要先从包装箱里分别取出弹体和弹翼，现场组装后再架设到导轨上，与火控终端相连完成自检后才能发射。新的“柳叶刀”“产品-53”使用储运-发射一体化箱，一个储运包装箱同时也是一个发射单元，巡飞弹已经被密封在里边，使用时可更快发射。
同時，厂方聲稱“产品-53”具备无人机蜂群作战功能。厂方特地给记者展示了一款由四枚“产品-53”组成的集束式柳叶刀发射装置，指这四枚巡飞弹升空后，可实施自动组网、AI识别、自动搜索、自动攻击，抗电子干扰能力也有了巨大的提高。

### 产品-55 （Изделие 55）
基于产品53基础上的新改進型，采用了4翼布置的4电机驱动方式，增强了抗干扰能力，保留了增强的战斗部，增加了红外通道，可以实现全天候作战

## 使用记录

### 叙利亚内战
至少从2020年11月开始，俄罗斯在叙利亚内战期间测试了柳叶刀无人机。

### 俄乌战争
2022年6月，俄罗斯国防公司 ROSTEC 宣布柳叶刀无人机已用于俄乌战争。许多影片在互联网和社交网络上发布，显示俄罗斯武装部队使用“柳叶刀”无人机擊毀了乌军的大量不同裝备。

#### 战果
俄罗斯Telegram频道 Rybar 根据开源情报统计，柳叶刀无人机摧毁以下乌军装备最少一次：
- 牵引榴弹炮：M777、FH-70、Msta-B（英语：Msta-B）、D-20（英语：152 mm towed gun-howitzer M1955 (D-20)）、D-30（英语：122 mm howitzer 2A18 (D-30)）[6]
- 自走炮：2S1康乃馨、2S3、2S7、2S22、M109、CAESAR、Krab（英语：AHS Krab）、AS-90、DANA M2、PzH2000、FH77BW L52
- 自行火箭炮：BM-21、RM-70多管火箭炮、LAND-LGR4火箭发射器（配备APKWS激光制导火箭弹）
- 坦克：M-55S、T-64、T-72、T-80、T-84、PT-91、豹1A5、豹2A4、豹2A6、Strv 122、M1A1
- 装甲運兵车：BMP-1、BMP-2、BTR-60、BTR-80、M2、M113、CV-90、XA-180（英语：Patria Pasi）、M1151（英语：M1151）、M1126、錯誤：語言代碼「Українська」不存在、M1224、大毒蛇、LAV 6（英语：LAV 6）、黃鼠狼
- 防空系统：2K12、2K22、9K33、9K35、9K37、S-300、FrankenSAM、IRIS-T SLM [7]、獵豹、ASRAAM防空車[8]
- 雷达站：錯誤：語言代碼「rus」不存在、P-18（英语：P-18 radar）、PRV-16B、RADA ieMHR（英语：RADA_Electronic_Industries#Products）
- 船隻：Guyrza-M（英语：Gyurza-M-class gunboat） 巡逻艇[9]
- 直升機：米-8
- 戰機：米格-29
- 攻擊機：苏-25
- 教練機：L-39

## 出口和扩散
巴西准备购买大量此类无人机，甚至建立自己的生产。

## 仿制[10]
乌克兰负责数字化转型的副总理米哈伊尔·费多罗夫 (Mikhail Fedorov) 在 YouTube 的 Diya 频道上宣布，“柳叶刀”无人机类似产品已经通过了初步测试。有四家公司的无人机进行了测试。 四架无人机中，有两架测试成功。费多罗夫指出，未来几个月将有可能每月组织生产约 100 架此类无人机。它的工作范围是30-40公里。